# Justus Hecker

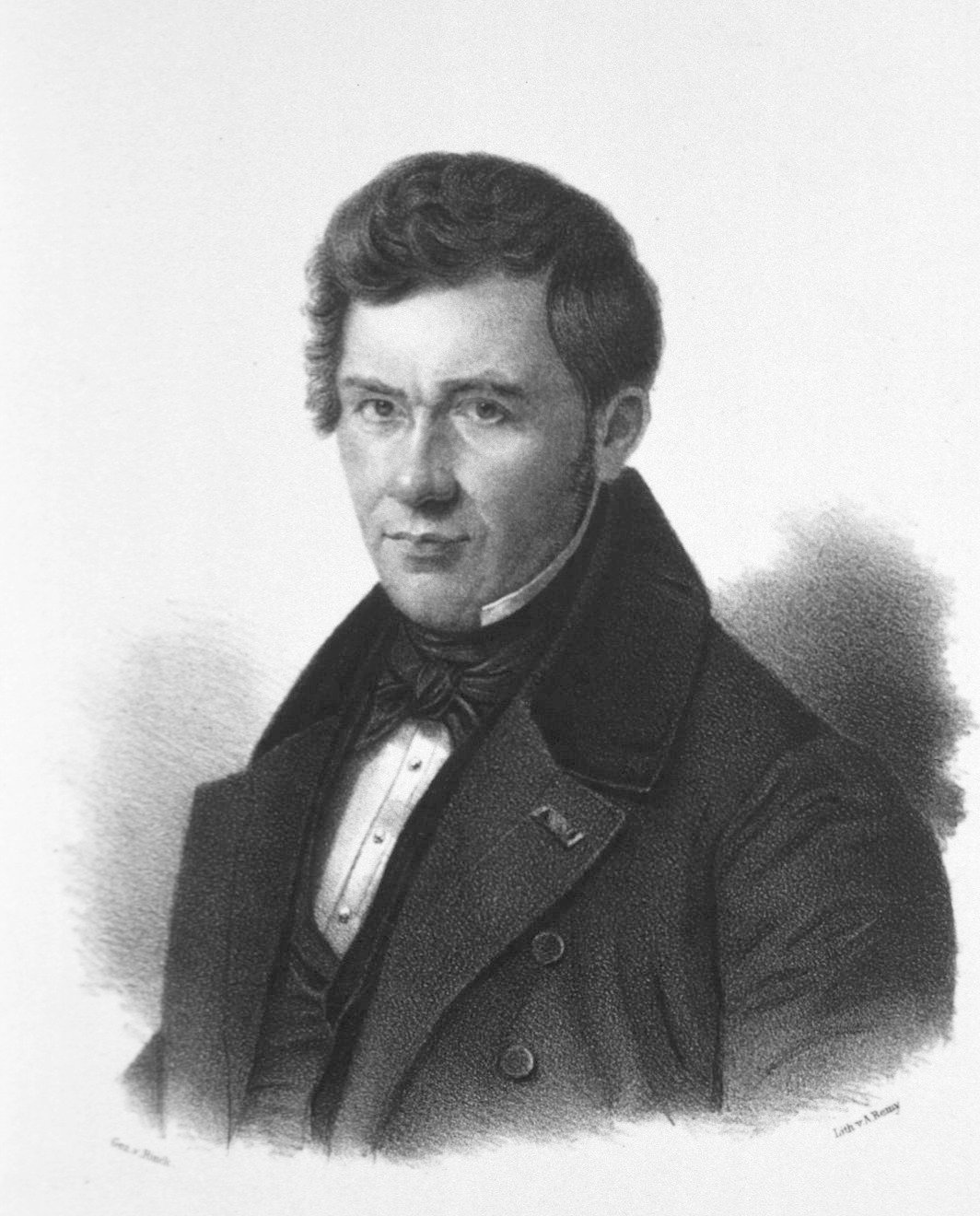
Justus Hecker

Justus Friedrich Karl Hecker (5 de enero de 1795, en Erfurt-11 de mayo de 1850, en Berlín) fue un médico y escritor médico alemán, cuyas obras aparecen en enciclopedias y revistas médicas de la época. Estudió especialmente las enfermedades en relación con la historia de la humanidad, como la peste, la viruela, la mortalidad infantil, la manía de bailar y la enfermedad del sudor, y a menudo se dice que fundó el estudio de la historia de las enfermedades.

## Vida
Su padre, August Friedrich Hecker (1763–1811), también fue médico. En 1805, cuando Justus tenía 10 años, la familia se mudó del lugar de nacimiento de Justus, Erfurt, a Berlín, y Justus más tarde estudió medicina en la Universidad de Berlín, graduándose en 1817 y convirtiéndose en profesor asociado y luego (en 1822) en profesor extraordinario. En 1834, se convirtió en el "profesor ordinario" de la universidad de Historia de la Medicina. También cooperó con los profesores de la "Facultad de Medicina de Berlín" en el diccionario enciclopédico de las ciencias médicas.

## Trabajos seleccionados
- Geschichte der Heilkunde. Bearbeitet Nach den Quellen. 2 en 1 hab. Berlín: Enslin, 1822–1829 (Historia de la Medicina, elaborada a partir de las fuentes, desde el año 2000 a. C. hasta la caída del Imperio Bizantino en 1453)
- Die Tanzwuth, eine Volkskrankheit im Mittelalter: nach den Quellen für Aerzte und gebildete Nichtärzte bearbeitet. (La manía de bailar, una epidemia de la Edad Media: de las fuentes por médicos y no médicos) Berlín: Enslin, 1832
- Der schwarze Tod im vierzehnten Jahrhundert: Nach den Quellen für Ärzte und gebildete Nichtärzte bearbeitet. (La peste negra en el siglo XIV: de las fuentes de médicos y no médicos) Berlín: Herbig, 1832
- Ueber die Volkskrankheiten. Eine Rede. (Sobre epidemias: un discurso) Berlín: Enslin, 1832
- Der englische Schweiss. Ein ärztlicher Beitrag zur Geschichte des fünfzehnten und sechszehnten Jahrhunderts. (La enfermedad del sudor: una contribución médica a la historia de los siglos XV y VI.) Berlín 1834
- Kinderfahrten : eine historisch-pathologische Skizze. (Mortalidad infantil: un bosquejo histórico-patológico) Berlín: Schade, 1845
- Ueber Visionen : Eine Vorlesung gehalten im wissenschaftlichen Verein zu Berlin am 29. enero de 1848. (Sobre visiones: una conferencia en Berlín ante la sociedad científica de Berlín el 29 de enero de 1848) Berlín: Enslin, 1848
- Die großen Volkskrankheiten des Mittelalters. Historisch-pathologische Untersuchungen. Gesammelt und in erweiterter Bearbeitung herausgegeben von Dr. August Hirsch. (Grandes Plagas de la Edad Media. Investigaciones histórico-patológicas. Recopilado y publicado, ampliado por el Dr. August Hirsch) Berlín: Verlag Theodor Christian Friedrich Enslin 1865.